# Израильско-чешские отношения
Израильско-чешские отношения — международные отношения между Чешской Республикой и Государством Израиль. В данной статье также описываются отношения Израиля с предшественником Чехии, государством Чехословакия.

## История

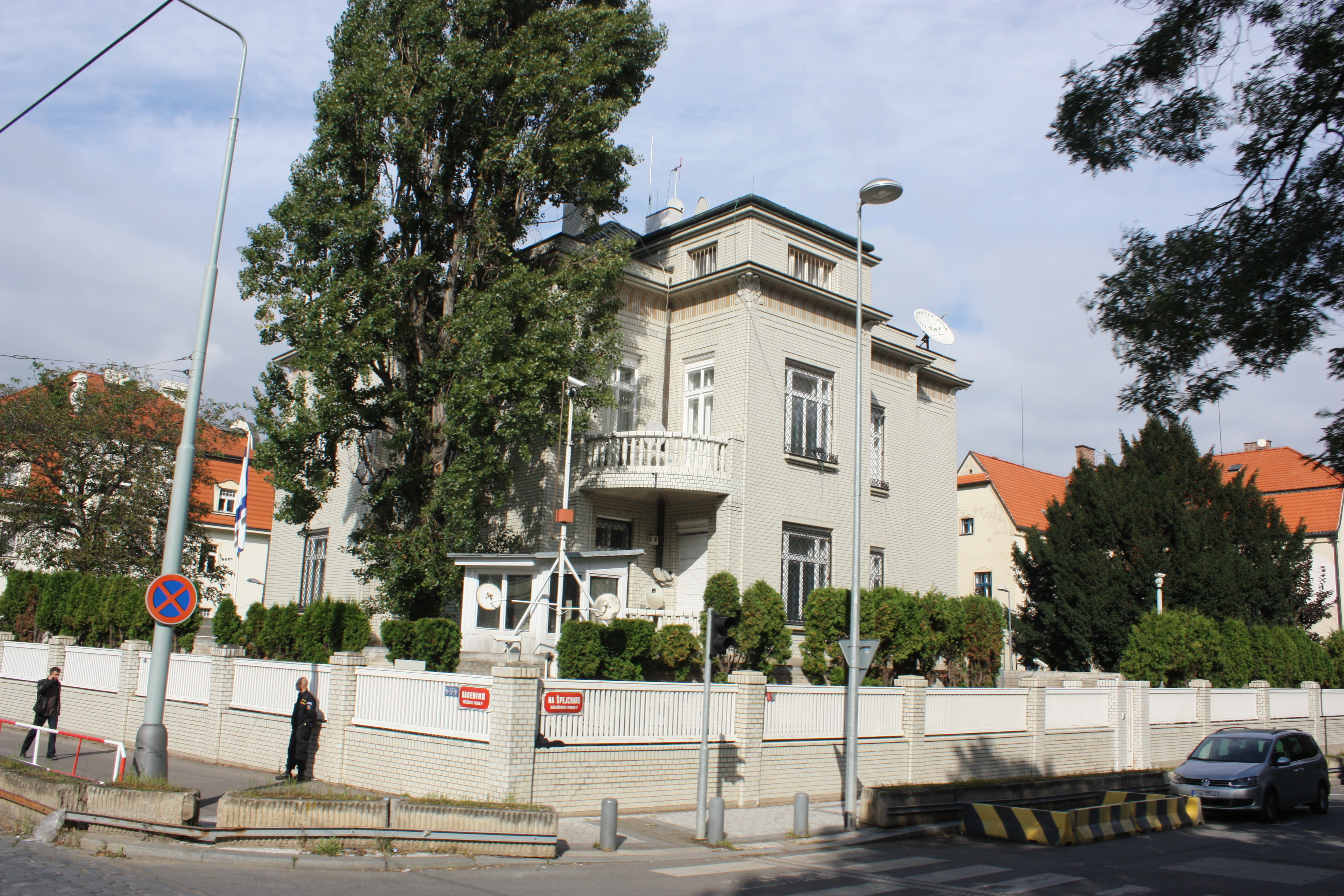
Здание израильского посольства в Праге, Чехия

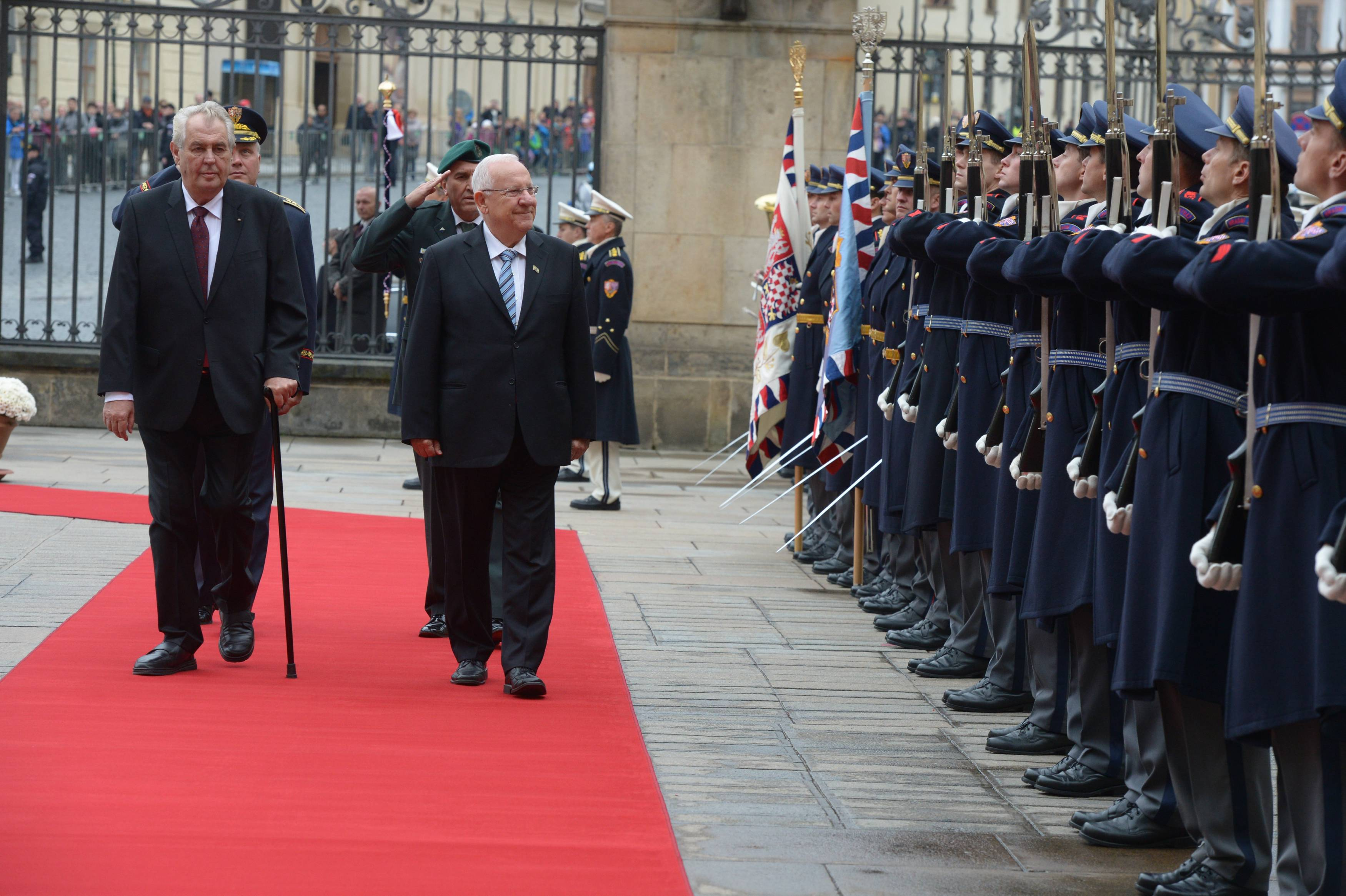
Реувен Ривлин с визитом в Чехии, октябрь 2015 года

### Отношения Израиля и Чехословакии
Чехословакия была одной из 33 стран, которые голосовали за План ООН по разделу Палестины 1947 года, советуя основать еврейское государство, и была среди первых стран признавших независимость Израиля 18 мая 1948 года, через 4 дня после провозглашения независимости. Дипломатические отношения между двумя странами были установлены 3 июля 1948 года, через четыре месяца после захвата власти коммунистами в Чехословакии. Чехословакия поддерживала новое государство Израиль в течение нескольких месяцев с помощью военных самолётов и оружия (англ.), однако коммунистическое правительство позже прекратило эту поддержку, а через несколько месяцев даже разорвало дип.отношения. Коммунистический режим вёл антиизраильскую пропаганду. Это происходило частично из-за союзничества Израиля с США и другими западными союзниками, а также из-за набиравшего обороты антисемитизма.
После Бархатной революции 1989 года, дип.отношения между Израилем и Чехословакией были вновь восстановлены.

### Отношения Израиля и Чешской Республики
После распада Чехословакии в 1993 году, дип. отношения были установлены между Израилем и двумя образовавшимися государствами — Чешской Республикой и Словакией.
В декабре 2008 года чешские ВВС хотели провести учения в условиях пустыни перед предстоящей миссией в Афганистане. Ни одна страна не согласилась помочь кроме Израиля. Израиль видел это как возможность поблагодарить чехов за тренировки израильских пилотов, когда еврейское государство было только основано.
Настоящее чешское правительство является одним из самых верных союзников Израиля. В свете конфликта у берегов Газы Чехия выступила с поддержкой Израиля и заявила, что турецкая флотилия планировала провокацию, чтобы обмануть Израиль. Президент Сената и Парламента Чешской республики Др. Пржемысл Соботка посетил Израиль 2 июня 2010 года и выступал в Кнессете: «Как врач, я безусловно сожалею о каждом погибшем, но нет сомнения, что это была спланированная провокация, направленная на затягивание Израиля в ловушку. Многие в Европейском Союзе думают так же, но они боятся говорить правду публично.» Соботка встретился со спикером Кнессета Реувеном Ривлином и сказал ему: «Я поддерживаю позицию, которая видит Хамас как террористическую организацию… Слишком плохо, что европейские страны представляют несбалансированную позицию по этому вопросу. К сожалению, позиция международного сообщества не всегда мне по вкусу, особенно в Европе.»
Чешская республика имеет посольство в Тель-Авиве и три почётных консульства, в Хайфе, Иерусалиме и Рамат-Гане. Израиль имеет посольство в Праге.
В Чехии проживают 3 000 евреев. Оба государства являются полноправными членами Союза для Средиземноморья.
Сегодня в Праге существует романтический «нео-ренессансный» дух возрождения образа еврейства, что привлекает множество иностранных туристов в город ежегодно, которые посещают еврейский квартал, где находится старейшая в центральной Европе синагога.
Чешская республика была единственной европейской страной, которая голосовала вместе с Израилем против повышения статуса Палестины до статуса «не-члена государства-обозревателя» 29 ноября 2012 на голосовании Генеральной Ассамблее ООН.
В 2013 году чешский президент Милош Земан посетил Израиль с государственным визитом. Он встретился со своим коллегой Реувеном Ривлиным, а также говорил о необходимости перенести чешское посольство в Иерусалим.
Во время своего визита в Израиль в ноябре 2014 года министр иностранных дел Чехии Любомир Заоралек заявил, что «Образ Израиля в чешских СМИ и обществе — как у друга, которому доверяют, настоящая демократия, источник экономической и технологической силы. Чехия рада, что в ней один из самых низких уровней антисемитизма в Европе». В 2015 году бывший министр иностранных дел Моше Аренс заявил, что чешско-израильские отношения отличные и самые лучшие из всех стран членов ЕС.
Израильский премьер Биньямин Нетаньяху во время его визита в Прагу сказал: «У Израиля нет лучшего друга в Европе, чем Чешская Республика».
В декабре 2015 года чешский Парламент отказался ратифицировать спорный закон ЕС, согласно которому следует маркировать израильские товары, произведенные на Западном Берегу, в восточном Иерусалиме или на Голанских Высотах. Согласно чешским законодателям, этот закон является антисемитским и дискриминирующим «против единственной демократии на Ближнем Востоке». Посол Израиля Гари Корен поблагодарил чешских законодателей за их решение.
В мае 2017 года нижняя палата чешского парламента осудила резолюцию ЮНЕСКО, отрицающую историческую и культурную связь евреев с Храмовой горой в Иерусалиме, а также со всем городом Иерусалимом в целом. 200 депутатов нижней палаты парламента призвали правительство приостановить выплату членских взносов Чехии в эту организацию, которые составляют 30 млн крон ежегодно. Кроме того, парламентарии призвали правительство признать Иерусалим столицей Израиля.
В августе 2017 года прошли двухдневные совместные учения войсковых отрядом Израиля и Чехии. Со стороны Израиля участие в учениях принимали бойцы спецподразделения «Дувдеван», со стороны Чехии — 601-й отряд специального назначения. Учения прошли на израильской базе «Цеелим», расположенной в пустыне Негев в южном округе страны. Кроме того, в августе Израиль посетила делегация чешских министров. Они подарили еврейскому государству современную пожарную машину. На церемонии присутствовали министр внутренних дел Чехии Милан Хованец, министр транспорта Чехии Михаела Марксова, председатель фонда ККЛ Дани Атар, президент фонда ККЛ-Чехия Михаэль Паковский и другие официальные лица.
6 декабря 2017 года МИД Чехии признал Иерусалим столицей Израиля в границах 1967 года. После объявления американским президентом Дональдом Трампом о признании Иерусалима столицей Израиля и желании перенести туда посольство из Тель-Авива, его чешский коллега Милош Земан заявил, что может вскоре последовать этому примеру. Кроме того, Чехия (совместно с Венгрией) сорвала официальное заявление ЕС, осуждающее заявление Трампа. Вместо этого, заявление сделала только Федерика Могерини, комиссар ЕС по внешней политике. Глава чешского правительства Андрей Бабиш тем не менее заявил, что Прага видит Иерусалим как столицу двух государств, арабского и еврейского, и не будет переносить своё посольство из Тель-Авива. Несколько дней спустя президент Милош Земан выступил на конференции политического движения «Свобода и прямая демократия» в Праге и снова заявил, что однозначно поддерживает решение Трампа о признании Иерусалима израильской столицей, а также обвинил ЕС в трусости в отношении поддержки Израиля и в поддержке палестинских террористических группировок.
В мае 2018 года Чехия открыла почётное консульство в Иерусалиме, почётным консулом назначен 78-летний израильский бизнесмен чешского происхождения Дан Пропер. В середине 1990-х в израильской столице работало чешское консульство, однако в 2016 году оно было закрыто в связи с кончиной предыдущего почётного консула. До сих пор ведутся переговоры о возможности переноса чешского посольства из Тель-Авива в Иерусалим (президент Чехии Милош Земан поддерживает эту идею, премьер-министр Андрей Бабиш выступает против). Также планируется открытие в Иерусалиме чешского культурного центра.
В ноябре 2018 года Израиль посетил глава чешского МИДа Томаш Петржичек. В сопровождении посла Израиля в Чехии Даниэля Мерона министр Петржичек посетил старый город Иерусалима и Стену Плача. После глав Австрии и Венгрии, а также британского принца Уильяма, Петржичек стал ещё одним высокопоставленным политиком ЕС, нарушившим негласное табу союза, согласно которому политики стран ЕС не посещают еврейскую святыню. В рамках визита также запланирована встреча с главой правительства Нетаньяху, открытие 6-го израильско-чешского форума, а также посещение готовящегося к открытию «Чешского дома» в израильской столице.
В этом же месяце с официальным четырёхдневным визитом Израиль посетил и президент Чехии Милош Земан. Он встретился со своим израильским коллегой Реувеном Ривлиным, премьером Нетаньяху, выступил с речью в Кнессете и принял участие в открытии чешского культурного центра «Чешских дом» в Иерусалиме.
В марте 2019 года после кризиса в отношениях между Польшей и Израилем, когда саммит Вышеградской группы в Иерусалиме был отменён, Чехия поддержала в этом споре Польшу, однако чешский премьер Андрей Бабиш прибыл в Израиль и встретился с израильским премьером Нетаньяху один на один.
22 октября 2019 года по инициативе депутата Яна Бартошека (Христианско-демократический союз) чешский парламент принял резолюцию, осуждающую антисемитизм и попытки ставить под сомнение право Израиля на существование и самооборону. Кроме того резолюция отвергает призывы к любому бойкоту еврейского государства.
В марте 2021 Израиль посетил премьер-министр Чехии Андрей Бабиш. В Иерусалиме он принял участие в открытии филиала чешского посольства в Израиле. На церемонии также присутствовали министр иностранных дел Израиля Габи Ашкенази, министр внутренней безопасности Амир Охана и послы обеих стран.
В октябре 2023 года на фоне операции «Железные мечи» и нескольких антиизраильских резолюций, принятых генассамблеей ООН, министр обороны Чешской Республики Яна Чернохова поддержала Израиль и призвала правительство своей страны к выходу из ООН.

## Сотрудничество в военной сфере и сфере безопасности
В мае 2018 года в Израиль прибыли 17 служебных овчарок родом из Чехии (бельгийской, немецкой и миланской породы). После дополнительного обучения в Израиле, собаки поступят на службу в местную полицию. В декабре этого же года в Израиль были доставлены из Чехии ещё 28 собак.
В декабре 2019 года обе страны подписали соглашение по поставкам в Чехию радиолокационных установок, используемых ЗРК «Железный купол» и «Праща Давида». Сумма сделки составила $125 млн.
В апреле 2020 года израильские спецслужбы помогли Чехии отразить масштабную кибератаку злоумышленников, направленную на чешские больницы и аэропорт. Национальная служба компьютерной безопасности Израиля, а также некоторые частные израильские компании были не только вовлечены в отражение атаки, но и в дальнейшее расследование инцидента.
В сентябре 2020 года израильская компания RAFAEL одержала победу в многолетнем тендере на поставку систем ПВО Чехии, которые должны заменить устаревшие советские системы «Куб». Сумма сделки оценивается примерно в $430 млн. В рамках контракта будут поставлены четыре батареи зенитно-ракетного комплекса Spyder.
В августе 2022 года чешское министерство обороны подписало договор о закупке партии беспилотных самолётов «Heron-1» израильского государственного оборонного концерна «Авиационная промышленность» на сумму $ 70 млн.